# Русиново (Псковская область)
Русиново — деревня в Опочецком районе Псковской области. Входит в состав Болгатовской волости
Расположена на юго-западном прибрежье озера Русино, в 33 км к востоку от города Опочка и в 7 км к юго-востоку от деревни Болгатово.
Численность населения по оценке на конец 2000 года составляла 6 человек, на 2011 год — 1 человек.